# Plovan
Plovan é uma comuna francesa na região administrativa da Bretanha, no departamento Finisterra. Estende-se por uma área de 15,8 km². Em 2010 a comuna tinha 706 habitantes (densidade: 44,7 hab./km²).